# Pietro Villano
Pietro Villano (fine del XIII secolo) è stato un prelato della chiesa cattolica milanese.

## Biografia
Nato dalla nobile famiglia milanese dei Villani di Trezzo, Pietro era fratello di Rizzardo, Podestà di Vermate nel 1293.
Avviato alla carriera ecclesiastica, entrò nell'ordine degli Umiliati e si distinse per l'interessamento alla politica del suo tempo, trattando e concludendo la pace tra i milanesi e i comaschi con le famiglie Castiglioni, Biraghi e Pallavicini.
Schieratosi apertamente con l'Arcivescovo Ottone Visconti nell'ambito della sua guerra per la cacciata dei Torriani da Milano, venne ricompensato da quest'ultimo con la nomina a Canonico Ordinario del Duomo di Milano.
Alcuni anni dopo venne nominato Prevosto della Pieve di Corbetta, carica che mantenne per circa un ventennio e che gli consentì di impegnarsi in opere assistenziali di notevole pregio come la costruzione dell'Ospedale e della Chiesa di Santa Maria presso Sedriano (MI), in località Roveda, che rimase attivo sino al XIV secolo e che costituì uno notevole centro di cure mediche affiliato all'Ospedale di Santa Caterina di Milano.
A lui è stata dedicata l'attuale scuola elementare locale.